# HIM
His Infernal Majesty és un grup de música procedent de Finlàndia fundat el 1995 per Ville Valo. El seu gènere musical és el Love Metal, gènere creat per la mateixa banda.
Després d'uns quants canvis en els seus components, ara mateix la banda està formada per Ville Valo (veu), Linde Lazer (guitarra), Mige Amour (baix), Emerson Burton (teclat) i Gas Lipstick (bateria). La seva fama va començar a Europa amb el single Join me in death, també utilitzat a la banda sonora de la pel·lícula 13th floor i a la de Resident Evil: Apocalypse.
Aquesta banda és reconeguda per un distintiu creat per ells mateixos, que rep el nom de Heartagram, i que representa el contrast entre la vida i la mort, l'amor i la mort i es representa mitjançant la fusió entre un cor i un pentagrama. Ville Valo afirma que el Heartagram és l'equilibri perfecte entre el bé i el mal (l'amor i la mort).
El 5 de març del 2017, la banda va anunciar que se separarien després de la seva gira de comiat d'aquell mateix any. En aquest anunci Ville Valo afirmava que "després d'un quart de segle d'amor i Metal entrellaçats, sentim sincerament que HIM ha esgotat el seu curs antinatural i cal que diguem els nostres adéus per tal de fer lloc a noves vistes, olors i sons encara inexplorats. Hem completat el patró, resolt el trencaclosques i girat la clau. Moltes gràcies."

## Discografia

### Àlbums
- Greatest Lovesongs Vol. 666 (1997)
- Razorblade Romance (1999)
- Deep Shadows and Brilliant Highlights (2001)
- Love Metal (2003)
- And Love Said No – The Greatest Hits 1997–2004 (2004)
- Dark Light (2005)
- Uneasy Listening Vol. 1 (2006)
- Venus Doom (2007)
- Uneasy Listening Vol. 2 (2007)
- Uneasy Listening Vol. 1 & 2 (2007)
- Digital Versatile Doom (2008)
- Screamworks: Love in Theory and Practice (2010)
- Tears on Tape (2013)

### Singles
- Wicked Game (1996)
- When Love And Death Embrace (1997)
- Your Sweet Six Six Six (1998)
- It's All Tears (Drown in This Love) (1999) (Promo)
- Join Me in Death (1999)
- Right Here in My Arms (2000)
- Poison Girl (2000)
- Gone With The Sin (2000)
- Pretending (2001)
- In Joy And Sorrow (2001)
- Heartache Every Moment (2002)
- Close To The Flame (2002) (Promo)
- The Single Collection: 10xCD-single (2002)
- The Funeral of Hearts (2003)
- The Black Christmas No. 1 (2003)
- Buried Alive By Love (2003)
- The Sacrament (2003)
- Solitary Man (2004)
- And Love Said No (2004)
- Wings of a Butterfly (2005)
- Vampire Heart (2005)
- Killing Loneliness (2006)
- Under the Rose: radiopromootiosinglenä (2006)
- In Joy And Sorrow/Pretending: Uneasy Listening Vol. 1 (2006)
- The Kiss of Dawn (2007)
- Bleed Well (2007) (Promo)
- Heartkiller (2010)
- Scared to Death (2010) (Promo)
- Scared to Death (Diamond Cut Remix) (2010) (Promo) SWRMXS Version
- Strange World (2012) (Promo)
- All Lips Go Blue (2013) (Promo)
- Into the Night (2013) (Promo)
- Tears on Tape (2013) (Promo)

### DVD
- HIM - Video Collection: 1997-2003 (2004)
- Love Metal Archives vol. 1 (2005)
- Digital Versatile Doom (2008)